# Vira Rebryková
Vira Rebryková (ukrajinsky: Віра Вікторівна Ребрик – Vira Viktorivna Rebryk; * 25. února 1989 Jalta, Krym, Ukrajinská SSR) je ruská a bývalá ukrajinská atletka, mistryně Evropy a výkonem 63,01 metru držitelka juniorského světového rekordu v hodu oštěpem.
V květnu 2014, po připojení Krymu do Ruské federace, získala ruské občanství.

## Sportovní kariéra

### Juniorské úspěchy
Poprvé na sebe výrazněji upozornila v roce 2005 na čtvrtém ročníku MS v atletice do 17 let v marockém Marrákeši, kde získala stříbrnou medaili (56,16 m). O rok později získala stříbro rovněž na MS juniorů v Pekingu. V roce 2007 se stala v nizozemském Hengelu juniorskou mistryní Evropy. Její vítězný pokus měřil 58,48 m. Na juniorském mistrovství světa v polské Bydhošti zlepšila dne 10. července 2008 juniorský světový rekord, když oštěp poslala do vzdálenosti 63,01 metru a tímto výkonem vybojovala zlatou medaili. Stříbro získala Číňanka Li Ling-wej, která si vylepšila osobní rekord na 59,25 m a bronz Srbka Tatjana Jelačová (58,77 m). V témže roce reprezentovala na Letních olympijských hrách v Pekingu, kde v první kvalifikační skupině obsadila výkonem 59,05 m 10. místo a do finále nepostoupila.

### Seniorské úspěchy
Její přechod z juniorské kategorie mezi seniory byl rovněž úspěšný. V březnu roku 2009 získala zlato na zimním Evropském poháru ve vrzích v Los Realejos na španělském ostrově Tenerife. V letní sezóně vybojovala stříbrnou medaili na světové letní univerziádě v Bělehradě a stříbro získala rovněž na ME v atletice do 23 let v litevském Kaunasu. Do finále se dostala také na světovém šampionátu v Berlíně, kde ji jen těsně uniklo užší finále, když výkonem 58,25 m obsadila 9. místo. V roce 2010 byl jejím největším úspěchem zisk zlaté medaile na zimním Evropském poháru ve vrzích v kategorii do 23 let. Na ME v atletice 2010 v Barceloně skončila v kvalifikaci, když za kvalifikačním limitem 59,50 m, který zaručoval přímý postup do finále, zaostala o více než sedm metrů.
Rok 2011 zahájila zlatou medailí na zimním EP ve vrzích v Sofii a sedmým místem na ME družstev ve Stockholmu. Na evropském šampionátu do 23 let, který se konal na Městském stadionu v Ostravě, získala stříbrnou medaili, když nestačila pouze na Němku Sarah Mayerovou. Těsně pod stupni vítězů, na 4. místě, skončila na letní univerziádě v čínském Šen-čenu. Sítem kvalifikace naopak neprošla na MS v atletice 2011 v jihokorejském Tegu, kde její nejdelší hod měřil 58,50 m a obsadila celkové 16. místo.
Na evropském šampionátu v Helsinkách v roce 2012, kde chyběla řada favoritek včetně Barbory Špotákové či Rusky Marii Abakumovové, patřila mezi kandidátky o užší finále. Po čtvrté sérii ji výkonem 63,44 m patřila průběžná bronzová pozice. V páté sérii však poslala oštěp do vzdálenosti 66 metrů a 86 centimetrů. Tímto výkonem si o 33 centimetrů vylepšila osobní rekord a přiblížila se k titulu mistryně Evropy. Její soupeřky, Němky Christina Obergföllová (stříbro) a Linda Stahlová (bronz), již nedokázaly odpovědět a Rebryková získala v novém národním rekordu zlatou medaili. Neúspěchem pro ni naopak skončila účast na Letních olympijských hrách v Londýně, kde v kvalifikaci nepřehodila šedesátimetrovou hranici a umístila se na celkovém 19. místě.